# Artur Partyka
Artur Jerzy Partyka (né le 25 juillet 1969 à Stalowa Wola) est un athlète polonais, pratiquant le saut en hauteur.
Il est d'origine algérienne par son père et polonaise par sa mère.
Partyka a remporté 12 titres nationaux consécutifs entre 1989 et 2000. Avec un record personnel à 2,38 m réalisé à Eberstadt le 18 août 1996, il possède le record de Pologne et fait partie des 16 athlètes à avoir franchi ou dépassé cette marque.

## Palmarès

### Jeux olympiques d'été
- Jeux olympiques d'été de 1992 à Barcelone
  -  Médaille de bronze au saut en hauteur
- Jeux olympiques d'été de 1996 à Atlanta
  -  Médaille d'argent au saut en hauteur

### Championnats du monde d'athlétisme
- Championnats du monde d'athlétisme de 1993 à Stuttgart
  -  Médaille d'argent au saut en hauteur
- Championnats du monde d'athlétisme de 1995 à Göteborg
  -  Médaille de bronze au saut en hauteur
- Championnats du monde d'athlétisme de 1997 à Athènes
  -  Médaille d'argent au saut en hauteur

### Championnats du monde d'athlétisme en salle
- Championnats du monde d'athlétisme en salle de 1991 à Séville
  -  Médaille d'argent au saut en hauteur

### Championnats d'Europe d'athlétisme
- Championnats d'Europe d'athlétisme de 1994 à Helsinki
  -  Médaille d'argent au saut en hauteur
- Championnats d'Europe d'athlétisme de 1998 à Budapest
  -  Médaille d'or au saut en hauteur